# 時代不同歌合
《時代不同歌合》是日本鎌倉時代的歌合，由後鳥羽院在承久之亂後被流放至隱岐國時編撰而成，總共收錄一百名歌人，每名歌人各三首和歌，按時代不同分作50組，左方是《古今和歌集》、《後撰和歌集》和《拾遺和歌集》歌人，右方則是《後拾遺和歌集》、《金葉和歌集》、《詞花和歌集》、《千載和歌集》和《新古今和歌集》等的歌人，以舊為左，以新為右。